# 小川さやか
小川 さやか（おがわ さやか、1978年2月25日 - ）は、日本の文化人類学者。立命館大学大学院先端総合学術研究科教授。専門はアフリカ地域研究。学位は博士（地域研究）（京都大学・2009年）。
大学院生だった2001年からタンザニアのムワンザで参与観察を行い、マチンガと呼ばれる行商人の商慣習や商実践を研究する。2010年前後からは香港と中国本土に渡航するアフリカ系商人の交易を研究し、チョンキンマンション（重慶大厦）に滞在しつつ香港のタンザニア人組合について調査を行った。
2011年には、マチンガの商慣行や商実践について、ウジャンジャ（スワヒリ語で「狡猾」などの意）な実践に注目して書いた『都市を生きぬくための伶知 ─ タンザニアの零細商人マチンガの民族誌』で第33回サントリー学芸賞（社会・風俗部門）を受賞。

## 経歴
- 愛知県尾張旭市出身
- 2000年
  - 信州大学人文学部人間情報学科卒業
  - 京都大学大学院アジア・アフリカ地域研究研究科博士課程入学。
- 2007年
  - 京都大学大学院アジア・アフリカ地域研究研究科研究指導認定退学。
  - 日本学術振興会特別研究員PD
- 2009年、京都大学より博士（地域研究）の学位を取得、論文の題は「アフリカ都市零細商人の商慣行に関する人類学的研究 (Anthropological study of business practices of urban small-scale traders in Africa)」[8]。
  - 京都光華女子大学非常勤講師
  - 大阪大学外国語学部非常勤講師
- 2010年
  - 国立民族学博物館研究戦略センター機関研究員
  - 京都精華大学非常勤講師
- 2012年 国立民族学博物館研究戦略センター助教
- 2013年 立命館大学大学院先端総合学術研究科准教授
- 2019年 立命館大学大学院先端総合学術研究科教授

## 賞歴
- 2011年 第33回サントリー学芸賞受賞（『都市を生きぬくための狡知』に対して）[7]
- 2020年 第8回河合隼雄学芸賞受賞・第51回大宅壮一ノンフィクション賞受賞（『チョンキンマンションのボスは知っている』に対して）[9]

## 著書

### 単著
- 『都市を生きぬくための狡知：タンザニアの零細商人マチンガの民族誌』世界思想社、2011年。ISBN　978-4-7907-1513-9
- 『「その日暮らし」の人類学もう一つの資本主義経済』光文社〈光文社新書〉、2016年。ISBN　978-4-334-03932-5
- 『チョンキンマンションのボスは知っている：アングラ経済の人類学』春秋社、2019年。ISBN　978-4-393-33371-6

### 共著
- 佐久間寛編『負債と信用の人類学：人間経済の現在』以文社、2023年。ISBN　978-4-7531-0376-8
- 岸政彦・梶谷懐編著『所有とは何か：ヒト・社会・資本主義の根源』中央公論新社〈中公選書〉、2023年。ISBN　978-4-12-110139-6